# 崑島特區
崑島特區（越南语：／）是越南胡志明市下辖的一个特区，位于昆仑群岛。

## 地理
崑岛特区位于南中国海昆仑群岛。

## 歷史
法属时期，昆仑岛上有3个村落，分别是安海村、安长村、安和村。殖民政府在岛上建有昆仑岛监狱，专门用于关押越南国内反对法国殖民统治的异见人士。
1956年10月22日，越南共和國重劃行政區劃，在崑山群島設立崑山省。
1965年4月24日，越南共和國政府撤銷崑山省，由內務部直轄。
1975年5月，越南南方共和國接管崑崙群島，設立崑島省。
1976年7月2日，越南統一。同年9月18日，越南政府撤銷崑島省，設立崑島縣，劃歸胡志明市管轄。
1977年1月15日，崑島縣又劃歸後江省管轄。
1979年5月30日，越南政府決定成立頭頓-崑島特區，崑島縣劃歸特區管轄。
1979年12月10日，越南政府規定特區區劃分為特區和郡兩級，崑島縣改制為崑島郡。
1991年8月12日，头顿-崑岛特区和同奈省3县合并为巴地头顿省，崑島郡隨特區併入巴地頭頓省，並改制為崑島縣。
2025年，巴地头顿省整体并入胡志明市，崑島县撤销，改制為與坊、社同級別的崑島特區。